# Reijo Mattinen
Reijo Mattinen, född 1963, finländsk orienterare som tog VM-brons i stafett 1989 och 1991 samt VM-silver i stafett 1995. Han tog även NM-brons i stafett 1988.